# Spanische Mannschaftsmeisterschaft im Schach 1972
Die spanische Mannschaftsmeisterschaft im Schach 1972 war die 16. Austragung dieses Wettbewerbs, diese wurde mit 16 Mannschaften ausgetragen. Der Titelverteidiger CA Schweppes Madrid gewann mit deutlichem Vorsprung seinen fünften Titel in Folge.

## Modus
Die 16 teilnehmenden Mannschaften wurden in vier Vorrundengruppen mit je vier Mannschaften eingeteilt und spielten in diesen ein einfaches Rundenturnier. Dabei gehörten jeder Gruppe je zwei gesetzte (die acht vermeintlich stärksten Mannschaften wurden gesetzt) und zwei ungesetzte Mannschaften an. Die beiden Ersten jeder Gruppe bestritten die Endrunde, wobei Mannschaften aus der gleichen Vorrundengruppe nicht erneut gegeneinander spielten, sondern das Ergebnis des direkten Vergleichs aus der Vorrunde in die Endrunde übernahmen. Für die spanische Mannschaftsmeisterschaft 1973 qualifizierten sich die sieben Erstplatzierten der Endrunde. Gespielt wurde an vier Brettern, über die Platzierung entschied zunächst die Anzahl der Brettpunkte (ein Punkt für einen Sieg, ein halber Punkt für ein Remis, kein Punkt für eine Niederlage), anschließend die Anzahl der Mannschaftspunkte (zwei Punkte für einen Sieg, ein Punkt für ein Unentschieden, kein Punkt für eine Niederlage).

## Termine und Spielort
Das Turnier wurde vom 3. bis 11. Juli ausgetragen. Die Wettkämpfe der Vorrunden wurden in Granada gespielt, die Wettkämpfe der Endrunde in Lanjarón.

## Vorrunde
Mit einer Ausnahme wurden die gesetzten Mannschaften ihrer Favoritenrolle gerecht: In der Gruppe A musste sich GE Aviaco Madrid mit dem dritten Platz begnügen.

### Gruppe A

#### Abschlusstabelle
| Pl. | Verein                    | Sp | G | U | V | Brett-P. | Mannsch.-P. |
| --- | ------------------------- | -- | - | - | - | -------- | ----------- |
| 01. | CA Schweppes Madrid (M/G) | 3  | 3 | 0 | 0 | 11,0:1,0 | 6:0         |
| 02. | CA Gambito Valencia       | 3  | 2 | 0 | 1 | 7,0:5,0  | 4:2         |
| 03. | GE Aviaco Madrid (G)      | 3  | 1 | 0 | 2 | 3,0:9,0  | 2:4         |
| 04. | CA Granada                | 3  | 0 | 0 | 3 | 3,0:9,0  | 0:6         |

#### Entscheidungen
|     | qualifiziert für die Endrunde: CA Schweppes Madrid, CA Gambito Valencia |
| (M) | Titelverteidiger                                                        |
| (G) | Gesetzte Mannschaft                                                     |

#### Kreuztabelle
| Ergebnisse | Ergebnisse          | 1. | 2. | 3. | 4. |
| ---------- | ------------------- | -- | -- | -- | -- |
| 01.        | CA Schweppes Madrid |    | 3½ | 4  | 3½ |
| 02.        | CA Gambito Valencia | ½  |    | 3½ | 3  |
| 03.        | GE Aviaco Madrid    | 0  | ½  |    | 2½ |
| 04.        | CA Granada          | ½  | 1  | 1½ |    |

### Gruppe B

#### Abschlusstabelle
| Pl. | Verein                          | Sp | G | U | V | Brett-P. | Mannsch.-P. |
| --- | ------------------------------- | -- | - | - | - | -------- | ----------- |
| 01. | Caja Insular de Ahorros (G)     | 3  | 3 | 0 | 0 | 9,5:2,5  | 6:0         |
| 02. | CA Ateneo Marítimo Valencia (G) | 3  | 2 | 0 | 1 | 7,0:5,0  | 4:2         |
| 03. | RCD La Coruña                   | 3  | 1 | 0 | 2 | 5,5:6,5  | 2:4         |
| 04. | Oberena Pamplona S.d.A.         | 3  | 0 | 0 | 3 | 2,0:10,0 | 0:6         |

#### Entscheidungen
|     | qualifiziert für die Endrunde: Caja Insular de Ahorros, CA Ateneo Marítimo Valencia |
| (G) | Gesetzte Mannschaft                                                                 |

#### Kreuztabelle
| Ergebnisse | Ergebnisse                  | 1. | 2. | 3. | 4. |
| ---------- | --------------------------- | -- | -- | -- | -- |
| 01.        | Caja Insular de Ahorros     |    | 3  | 3  | 3½ |
| 02.        | CA Ateneo Marítimo Valencia | 1  |    | 2½ | 3½ |
| 03.        | RCD La Coruña               | 1  | 1½ |    | 3  |
| 04.        | Oberena Pamplona S.d.A.     | ½  | ½  | 1  |    |

### Gruppe C

#### Abschlusstabelle
| Pl. | Verein                                  | Sp | G | U | V | Brett-P. | Mannsch.-P. |
| --- | --------------------------------------- | -- | - | - | - | -------- | ----------- |
| 01. | CE Barcelona (G)                        | 3  | 2 | 1 | 0 | 8,5:3,5  | 5:1         |
| 02. | CE Espanyol Barcelona (G)               | 3  | 2 | 1 | 0 | 8,0:4,0  | 5:1         |
| 03. | Peña Ajedrez Linense                    | 3  | 1 | 0 | 2 | 4,0:8,0  | 2:4         |
| 04. | Instituto de Estudios Sindicales Oviedo | 3  | 0 | 0 | 3 | 3,5:8,5  | 0:6         |

#### Entscheidungen
|     | qualifiziert für die Endrunde: CE Barcelona, CE Espanyol Barcelona |
| (G) | Gesetzte Mannschaft                                                |

#### Kreuztabelle
| Ergebnisse | Ergebnisse                              | 1. | 2. | 3. | 4. |
| ---------- | --------------------------------------- | -- | -- | -- | -- |
| 01.        | CE Barcelona                            |    | 2  | 3  | 3½ |
| 02.        | CE Espanyol Barcelona                   | 2  |    | 3½ | 2½ |
| 03.        | Peña Ajedrez Linense                    | 1  | ½  |    | 2½ |
| 04.        | Instituto de Estudios Sindicales Oviedo | ½  | 1½ | 1½ |    |

### Gruppe D

#### Abschlusstabelle
| Pl. | Verein                | Sp | G | U | V | Brett-P. | Mannsch.-P. |
| --- | --------------------- | -- | - | - | - | -------- | ----------- |
| 01. | CE Terrassa (G)       | 3  | 2 | 1 | 0 | 8,0:4,0  | 5:1         |
| 02. | UGA Barcelona (G)     | 3  | 1 | 2 | 0 | 6,5:5,5  | 4:2         |
| 03. | CA Ateneo Santander   | 3  | 1 | 1 | 1 | 5,0:7,0  | 3:3         |
| 04. | CA Enroque Las Palmas | 3  | 0 | 0 | 3 | 4,5:7,5  | 0:6         |

#### Entscheidungen
|     | qualifiziert für die Endrunde: CE Terrassa, UGA Barcelona |
| (G) | Gesetzte Mannschaft                                       |

#### Kreuztabelle
| Ergebnisse | Ergebnisse            | 1. | 2. | 3. | 4. |
| ---------- | --------------------- | -- | -- | -- | -- |
| 01.        | CE Terrassa           |    | 2  | 3½ | 2½ |
| 02.        | UGA Barcelona         | 2  |    | 2  | 2½ |
| 03.        | CA Ateneo Santander   | ½  | 2  |    | 2½ |
| 04.        | CA Enroque Las Palmas | 1½ | 1½ | 1½ |    |

## Endrunde
CA Schweppes Madrid war eine Klasse für sich stand schon vor der letzten Runde als Meister fest.

### Abschlusstabelle
| Pl. | Verein                      | Sp | G | U | V | Brett-P.  | Mannsch.-P. |
| --- | --------------------------- | -- | - | - | - | --------- | ----------- |
| 01. | CA Schweppes Madrid (M)     | 7  | 7 | 0 | 0 | 22,5:5,5  | 14:0        |
| 02. | Caja Insular de Ahorros     | 7  | 4 | 2 | 1 | 17,5:10,5 | 10:4        |
| 03. | UGA Barcelona               | 7  | 1 | 5 | 1 | 15,0:13,0 | 7:7         |
| 04. | CE Terrassa                 | 7  | 2 | 3 | 2 | 14,5:13,5 | 7:7         |
| 05. | CE Barcelona                | 7  | 2 | 3 | 2 | 12,5:15,5 | 7:7         |
| 06. | CE Espanyol Barcelona       | 7  | 2 | 3 | 2 | 12,5:15,5 | 7:7         |
| 07. | CA Gambito Valencia         | 7  | 1 | 0 | 6 | 10,0:18,0 | 2:12        |
| 08. | CA Ateneo Marítimo Valencia | 7  | 0 | 2 | 5 | 7,5:20,5  | 2:12        |

### Entscheidungen
|     | spanischer Mannschaftsmeister: CA Schweppes Madrid |
|     | vorberechtigt für die spanische Mannschaftsmeisterschaft 1973: CA Schweppes Madrid, Caja Insular de Ahorros, UGA Barcelona, CE Terrassa, CE Barcelona, CE Espanyol Barcelona, CA Gambito Valencia |
| (M) | Titelverteidiger |

### Kreuztabelle
| Ergebnisse | Ergebnisse                  | 1.  | 2.  | 3.  | 4.  | 5.  | 6.  | 7.   | 8.  |
| ---------- | --------------------------- | --- | --- | --- | --- | --- | --- | ---- | --- |
| 01.        | CA Schweppes Madrid         |     | 2½  | 2½  | 3½  | 4   | 3½  | (3½) | 3   |
| 02.        | Caja Insular de Ahorros     | 1½  |     | 2   | 2   | 2½  | 3½  | 3    | (3) |
| 03.        | UGA Barcelona               | 1½  | 2   |     | (2) | 2   | 2   | 3½   | 2   |
| 04.        | CE Terrassa                 | ½   | 2   | (2) |     | 1½  | 2   | 3    | 3½  |
| 05.        | CE Barcelona                | 0   | 1½  | 2   | 2½  |     | (2) | 2½   | 2   |
| 06.        | CE Espanyol Barcelona       | ½   | ½   | 2   | 2   | (2) |     | 2½   | 3   |
| 07.        | CA Gambito Valencia         | (½) | 1   | ½   | 1   | 1½  | 1½  |      | 4   |
| 08.        | CA Ateneo Marítimo Valencia | 1   | (1) | 2   | ½   | 2   | 1   | 0    |     |

Anmerkung: Eingeklammerte Ergebnisse sind aus der Vorrunde übernommen.

## Die Meistermannschaft
| 1.            | CA Schweppes Madrid |
| Schachfiguren | Román Torán Albero, Jesús Díez del Corral, Ricardo Calvo Mínguez, Ernesto Palacios de la Prida, Eduardo Franco Raymundo. |